# 照阳河镇
照阳河镇，是中华人民共和国河北省张家口康保县下辖的一个乡镇级行政单位。

## 行政区划
照阳河镇下辖以下地区：
照阳河村、十三脑包村、黑坝沟村、郝家营村、田家营村、姚家营村、东五福堂村、西五福堂村、蒙古旗杆村、乔家地村、高家庄村、北沙城村、三义村、兴隆村、张玉声村、后照阳河村、二郝记沟村、杨同年沟村、孔督沟村和猫窝沟村。